# Vuit corsers
Vuit corsers (xinès tradicional:八骏图; pinyin:Bajun tu) és una pintura de seda realista i en color realitzada pel missioner jesuïta milanès Giuseppe Castiglione (Lang Shinin) durant la seva estada a la cort imperial xinesa. Aquesta escena imperial amb sementals representa vuit cavalls i dos palafreners (mossos de quadra) en un paisatge accidentat, pel davant d'un salze mort. L'emperador Yongzheng, va encarregar presumptament aquesta pintura, formant part de les col·leccions dels emperadors Qianlong i Jiaqin. Actualment, es conserva al Museu del Palau Nacional de la República de la Xina.

## Context
Es desconeix la data d'execució dels Vuit corsers, però l'estil de la signatura de Castiglione suggereix que va ser pintada poc després de la seva arribada a la cort xinesa el 1715, sota el regnat de l'emperador Yongzheng (1723 -1735),. Es tracta, doncs, molt probablement d'un encàrrec d'aquest emperador. Els Vuit corsers és una obra juvenil de Castiglione. Representa una escena de sementals imperials xinesos .

## Descripció
Vuit corsers és una pintura a tinta realitzada amb colors, en un rotlle vertical de seda. Mesura 139,3 cm per 80,2 cm. Representa dos mossos de quadra amb vuit cavalls que s'ubiquen en un entorn muntanyós, que incorpora un salze mort,. Les postures d'aquests cavalls són variades, algunes figuren en posició vertical, d'altres descansant en repòs, i dues mes lluitant en combat .
Tot i que la pintura és de l'estil tradicional xinès, la tècnica emprada per representar els cavalls, els personatges i l'arbre mort, es basa en tècniques de pintura occidentals, especialment per a l'ombra, reforçant el realisme del conjunt. El tractament del color també és occidental .
Aquesta pintura s'assembla molt a una altra pintura de Castiglione, els Els cavalls de colors variats són un testimoni de la riquesa en talent, datada de la mateixa època .

## Destí de la pintura i llegat
La pintura porta vuit segells de les col·leccions de l'emperador Qianlong, i un segell de l'emperador Jiaqin. En l'actualitat es conserva al Museu Nacional del Palau a la República de la Xina. L'obra de Castiglione te un llegat molt rellevant en els inicis de la interculturalitat entre Europa i la Xina, sent precusor de les chinoseries que s'impulsarien en l'art europeu del segle xviii.